# Jean-Antoine Constantin
Jean-Antoine Constantin detto Constantin d'Aix (Bonneveine, gennaio 1756 – Aix-en-Provence, 9 gennaio 1844) è stato un pittore francese.

## Biografia
Se ne ignora la formazione prima della partenza per l'Italia, ove si recò in particolare a Roma. Tornato ad Aix, fu direttore della scuola di disegno della città dal 1787 al 1790.

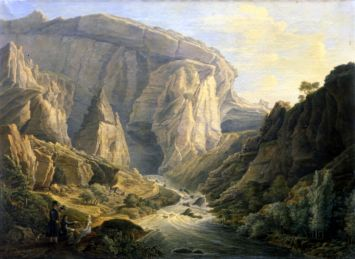
Fontana di Valchiusa, Museo Calvet, Avignone

Dipinse numerosi paesaggi, tra cui l'importante serie ora al Museo Granet di Aix-en-Provence, la Fontana di Valchiusa, in due copie conservate nei musei di Avignone e di Marsiglia, il Paesaggio provenzale, il Monastero (1826), il Temporale, ora a Marsiglia.
Talvolta tratto soggetti storici e sacri, che gli diedero l'occasione per eseguire paesaggi chiari e ariosi: un tipico esempio è il Paesaggio con san Giovanni Battista del 1787, ora al Museo Magnin di Digione.